# Campeonato Europeu Júnior de Atletismo de 2013
O Campeonato Europeu Júnior de Atletismo de 2013 foi a 22ª edição do torneio organizada pela Associação Europeia de Atletismo para atletas com menos de vinte anos, classificados como Júnior. O evento foi realizado no  Estádio Raul Guidobaldi em Rieti na Itália, entre 18 e 21 de julho de 2013. Foram disputadas 44 provas sendo quebrados 3 recordes do campeonato e tendo como destaque a Grã Bretanha com 19 medalhas no total, sendo 9 de ouro.

## Resultados
Esses foram os resultados do campeonato. 

### Masculino
| Evento                          | Ouro                                                                           | Ouro           | Prata                                                                               | Prata     | Bronze                                                                         | Bronze    |
| ------------------------------- | ------------------------------------------------------------------------------ | -------------- | ----------------------------------------------------------------------------------- | --------- | ------------------------------------------------------------------------------ | --------- |
| 100 m                           | Chijindu Ujah · Grã-Bretanha                                                   | 10.40          | Denis Dimitrov · Bulgária                                                           | 10.46     | Robert Polkowski · Alemanha                                                    | 10.53     |
| 200 m                           | Nethaneel Mitchell-Blake · Grã-Bretanha                                        | 20.62          | Leon Reid · Grã-Bretanha                                                            | 20.92     | Matthew Hudson-Smith · Grã-Bretanha                                            | 20.94     |
| 400 m                           | Pavel Ivashko · Rússia                                                         | 45.81 NJR      | Patryk Dobek · Polónia                                                              | 46.15     | Thomas Jordier · França                                                        | 46.21 NJR |
| 800 m                           | Patrick Zwicker · Alemanha                                                     | 1:49.58        | Aaron Botterman · Bélgica                                                           | 1:49.80   | Léo Morgana · França                                                           | 1:50.04   |
| 1.500 m                         | Jake Wightman · Grã-Bretanha                                                   | 3:44.14        | Süleyman Bekmezci · Turquia                                                         | 3:44.45   | Julius Lawnik · Alemanha                                                       | 3:45.43   |
| 5.000 m                         | Ali Kaya · Turquia                                                             | 13:49.76       | Samuele Dini · Itália                                                               | 14:36.25  | Jonathan Davies · Grã-Bretanha                                                 | 14:36.62  |
| 10.000 m                        | Ali Kaya · Turquia                                                             | 28:31.16 , NJR | Lorenzo Dini · Itália                                                               | 29:31.11  | Dino Bosnjak · Croácia                                                         | 29:59.07  |
| 110 m com barreiras             | Wilhem Belocian · França                                                       | 13.18 , EJR    | Lorenzo Perini · Itália                                                             | 13.30 NJR | Brahian Peña · Suíça                                                           | 13.31 NJR |
| 400 m com barreiras             | Timofey Chalyy · Rússia                                                        | 49.23 , NJR    | Aleksandr Skorobogatko · Rússia                                                     | 50.13     | Jacob Paul · Grã-Bretanha                                                      | 50.71     |
| 3.000 m com obstáculo           | Zak Seddon · Grã-Bretanha                                                      | 8:45.91        | Viktor Bakharev · Rússia                                                            | 8:47.81   | Ersin Tekal · Turquia                                                          | 8:54.54   |
| Revezamento 4 x 100 metros      | Polónia · Tomasz Mudlaff · Jacek Kabaciński · Hubert Kalandyk · Adam Jabłoński | 39.80          | Alemanha · Bastian Heber · Robert Polkowski · Maximilian Ruth · Sebastian Schürmann | 39.96     | Itália · Giacomo Isolano · Lorenzo Bilotti · Roberto Rigali · Eseosa Desalu    | 40.00     |
| Revezamento 4 x 400 metros      | Rússia · Danil Peremetov · Pavel Savin · Dmitriy Khasanov · Pavel Ivashko      | 3:04.87 NJR    | Polónia · Paweł Walczuk · Rafał Smoleń · Łukasz Ozdarski · Patryk Dobek             | 3:05.07   | Grã-Bretanha · Alex Boyce · Matthew Hudson-Smith · Ben Snaith · George Caddick | 3:05.14   |
| 10 km marcha atlética           | Pavel Parshin · Rússia                                                         | 41:01.55       | Vito Minei · Itália                                                                 | 41:08.76  | Alvaro Martin · Espanha                                                        | 41:13.95  |
| Salto em altura                 | Tobias Potye · Alemanha                                                        | 2.20           | Andrei Skabeika · Bielorrússia                                                      | 2.18 =    | Mikhail Akimenko · Rússia                                                      | 2.18 =    |
| Salto com vara                  | Eirik Greibrokk Dolve · Noruega                                                | 5.30           | Axel Chapelle · FrançaLeonid Kobelev · Rússia                                       | 5.25 5.25 |                                                                                |           |
| Salto em distância              | Elliot Safo · Grã-Bretanha                                                     | 7.86           | Mathias Broothaerts · Bélgica                                                       | 7.84      | Guy-Elphège Anouman · França                                                   | 7.60      |
| Salto triplo                    | Levon Aghasyan · Armênia                                                       | 16.01          | Kristian Pulli · Finlândia                                                          | 15.88     | Vladimir Kozlov · Rússia                                                       | 15.85     |
| Arremesso de peso (6 kg)        | Mesud Pezer · Bósnia e Herzegovina                                             | 20.44 NJR      | Filip Mihaljevic · Croácia                                                          | 20.23     | Andrzej Regin · Polónia                                                        | 20.07     |
| Arremesso de disco (1,75 kg)    | Róbert Szikszai · Hungria                                                      | 64.75 NJR      | Nicholas Percy · Grã-Bretanha                                                       | 62.04     | Aleksandr Dobrenkiy · Rússia                                                   | 61.54     |
| Lançamento de martelo (6,00 kg) | Valeriy Pronkin · Rússia                                                       | 78.34          | Bence Pásztor · Hungria                                                             | 77.35     | Marco Bortolato · Itália                                                       | 73.43     |
| Arremesso de dardo (800 g)      | Julian Weber · Alemanha                                                        | 79.68          | Maksym Bohdan · Ucrânia                                                             | 78.77 NJR | German Komarov · Rússia                                                        | 73.95     |
| Decatlo                         | Yevgeniy Likhanov · Rússia                                                     | 7975 pts.      | Aleksey Cherkasov · Rússia                                                          | 7790 pts. | Tim Nowak · Alemanha                                                           | 7778 pts. |

### Feminino
| Evento                          | Ouro                                                                                         | Ouro        | Prata                                                                            | Prata     | Bronze                                                                                 | Bronze    |
| ------------------------------- | -------------------------------------------------------------------------------------------- | ----------- | -------------------------------------------------------------------------------- | --------- | -------------------------------------------------------------------------------------- | --------- |
| 100 m                           | Stella Akakpo · França                                                                       | 11.52       | Sophie Papps · Grã-Bretanha                                                      | 11.72     | Klára Seidlová · Chéquia                                                               | 11.88     |
| 200 m                           | Dina Asher-Smith · Grã-Bretanha                                                              | 23.29       | Desiree Henry · Grã-Bretanha                                                     | 23.56     | Tessa van Schagen · Países Baixos                                                      | 23.65     |
| 400 m                           | Patrycja Wyciszkiewicz · Polónia                                                             | 51.56 NJR   | Bianca Razor · Roménia                                                           | 51.82 PB  | Ekaterina Renzhina · Rússia                                                            | 52.27     |
| 800 m                           | Aníta Hinriksdóttir · Islândia                                                               | 2:01.14     | Olena Sidorska · Ucrânia                                                         | 2:01.46   | Christina Hering · Alemanha                                                            | 2:03.11   |
| 1.500 m                         | Nataliya Pryshchepa · Ucrânia                                                                | 4:18.51     | Sofia Ennaoui · Polónia                                                          | 4:20.20   | Aurora Dybedokken · Noruega                                                            | 4:21.27   |
| 3.000 m                         | Emelia Gorecka · Grã-Bretanha                                                                | 9:12.53     | Emine Hatun Tuna · Turquia                                                       | 9:25.83   | Anna Petrova · Rússia                                                                  | 9:30.00   |
| 5.000 m                         | Jip Vastenburg · Países Baixos                                                               | 16:03.31    | Oona Kettunen · Finlândia                                                        | 16:03.79  | Elena Kudashkina · Rússia                                                              | 16:08.12  |
| 100 m com barreiras             | Noemi Zbären · Suíça                                                                         | 13.17       | Sarah Lavin · Irlanda                                                            | 13.34 NJR | Héloïse Kane · França                                                                  | 13.36     |
| 400 m com barreiras             | Hayley McLean · Grã-Bretanha                                                                 | 57.26       | Joan Medjid · França                                                             | 57.34     | Stina Troest · Dinamarca                                                               | 57.41 NJR |
| 3.000 m com obstáculo           | Oona Kettunen · Finlândia                                                                    | 9:45.51 NJR | Marusa Mismas · Eslovênia                                                        | 9:51.15   | Maya Rehberg · Alemanha                                                                | 10:00.04  |
| Revezamento 4 x 100 metros      | Grã-Bretanha · Yasmin Miller · Dina Asher-Smith · Steffi Wilson · Desiree Henry              | 43.81 NJR   | França · Solenn Compper · Stella Akakpo · Brigitte Ntiamoah · Deborah Sananes    | 44.00     | Países Baixos · Sacha van Agt · Tessa van Schagen · Naomi Sedney · Eefje Boons         | 44.22     |
| Revezamento 4 x 400 metros      | Polónia · Małgorzata Curyło · Martyna Dąbrowska · Adrianna Janowicz · Patrycja Wyciszkiewicz | 3:32.63 NJR | Rússia · Yana Glotova · Anna Parfenova · Anastasia Aslanidi · Ekaterina Renzhina | 3:33.36   | Alemanha · Laura Müller · Maike Schachtschneider · Corinne Kohlmann · Christina Hering | 3:33.40   |
| 10 km marcha atlética           | Anežka Drahotová · Chéquia                                                                   | 44:15.87    | Oksana Golyatkina · Rússia                                                       | 44:21.03  | Eliska Drahotová · Chéquia                                                             | 44:45.27  |
| Salto em altura                 | Kateryna Tabashnyk · Ucrânia                                                                 | 1.90        | Alexandra Yaryshkina · Rússia                                                    | 1.88      | Iryna Herashchenko · Ucrânia                                                           | 1.84      |
| Salto com vara                  | Alayna Lutkovskaya · Rússia                                                                  | 4.30        | Femke Pluim · Países Baixos                                                      | 4.25      | Sonia Malavisi · Itália                                                                | 4.20      |
| Salto em distância              | Malaika Mihambo · Alemanha                                                                   | 6.70        | Jazmin Sawyers · Grã-Bretanha                                                    | 6.63      | Maryna Bekh · Ucrânia                                                                  | 6.44      |
| Salto Triplo                    | Ottavia Cestonaro · Itália                                                                   | 13.41       | Elena Panturoiu · Roménia                                                        | 13.36     | Ana Peleteiro · Espanha                                                                | 13.29     |
| Arremesso de peso (4 kg)        | Emel Dereli · Turquia                                                                        | 18.04 NJR   | Sophie McKinna · Grã-Bretanha                                                    | 17.09     | Kätlin Piirimäe · Estónia                                                              | 16.80 NJR |
| Arremesso de disco (1,00 kg)    | Natalya Shirobokova · Rússia                                                                 | 54.21       | Karolina Makul · Polónia                                                         | 53.25     | Tetyana Yuryeva · Ucrânia                                                              | 53.15     |
| Lançamento de martelo (4,00 kg) | Hanna Zinchuk · Bielorrússia                                                                 | 65.44       | Réka Gyurátz · Hungria                                                           | 65.01     | Beatrix Banga · Hungria                                                                | 63.89     |
| Lançamento de dardo (600 g)     | Sofi Flinck · Suécia                                                                         | 57.91       | Christin Hussong · Alemanha                                                      | 57.90     | Sara Kolak · Croácia                                                                   | 57.79<    |
| Heptatlo                        | Nafissatou Thiam · Bélgica                                                                   | 6298 pts.   | Sofia Linde · Suécia                                                             | 6081 pts. | Marjolein Lindemans · Bélgica                                                          | 5831 pts. |

## Quadro de medalhas

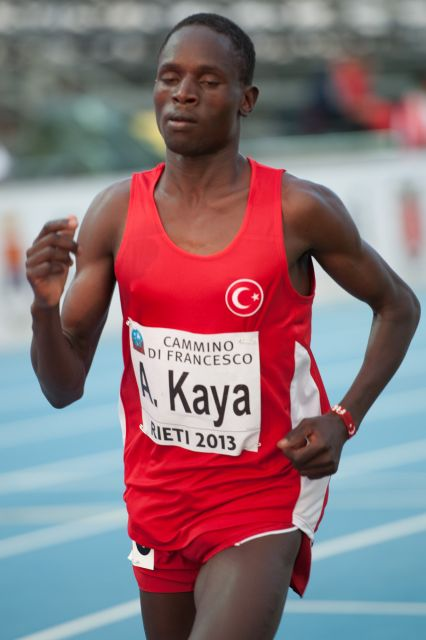
Ali Kaya da Turquia venceu os 5000 e os 10.000 metros masculinos.

| Ordem | País                 | Medalha de ouro | Medalha de prata | Medalha de bronze | Total |
| ----- | -------------------- | --------------- | ---------------- | ----------------- | ----- |
| 1     | Grã-Bretanha         | 9               | 6                | 4                 | 19    |
| 2     | Rússia               | 8               | 7                | 7                 | 22    |
| 3     | Alemanha             | 4               | 1                | 6                 | 11    |
| 4     | Polónia              | 3               | 4                | 1                 | 8     |
| 5     | Turquia              | 3               | 2                | 1                 | 6     |
| 6     | França               | 2               | 3                | 4                 | 9     |
| 7     | Ucrânia              | 2               | 2                | 3                 | 7     |
| 8     | Itália               | 1               | 4                | 2                 | 7     |
| 9     | Bélgica              | 1               | 2                | 1                 | 4     |
| 9     | Hungria              | 1               | 2                | 1                 | 4     |
| 11    | Finlândia            | 1               | 2                | 0                 | 3     |
| 12    | Países Baixos        | 1               | 1                | 2                 | 4     |
| 13    | Bielorrússia         | 1               | 1                | 0                 | 2     |
| 13    | Suécia               | 1               | 1                | 0                 | 2     |
| 15    | Chéquia              | 1               | 0                | 2                 | 3     |
| 16    | Noruega              | 1               | 0                | 1                 | 2     |
| 16    | Suíça                | 1               | 0                | 1                 | 2     |
| 18    | Armênia              | 1               | 0                | 0                 | 1     |
| 18    | Bósnia e Herzegovina | 1               | 0                | 0                 | 1     |
| 18    | Islândia             | 1               | 0                | 0                 | 1     |
| 21    | Roménia              | 0               | 2                | 0                 | 2     |
| 22    | Croácia              | 0               | 1                | 2                 | 3     |
| 23    | Bulgária             | 0               | 1                | 0                 | 1     |
| 23    | Irlanda              | 0               | 1                | 0                 | 1     |
| 23    | Eslovênia            | 0               | 1                | 0                 | 1     |
| 26    | Espanha              | 0               | 0                | 2                 | 2     |
| 27    | Dinamarca            | 0               | 0                | 1                 | 1     |
| 27    | Estónia              | 0               | 0                | 1                 | 1     |
|       | Total                | 43              | 44               | 42                | 129   |

Legenda
| Recorde mundial       | Recorde mundial (World record)               |                       | Recorde africano                      | Recorde africano (African) |                                           | Q | Classificado por posição (Qualified) |
| Recorde do campeonato | Recorde do campeonato (Championship record)  | Recorde da América    | Recorde da América (Americas)         | q                          | Classificado por melhor tempo (Qualified) |   |                                      |
| Melhor marca do ano   | Melhor marca do ano (World leading)          | Recorde asiático      | Recorde asiático (Asian)              | DNS                        | Não largou (Did not start)                |   |                                      |
| Recorde nacional      | Recorde nacional (National record)           | Recorde europeu       | Recorde europeu (European)            | DNF                        | Não terminou (Did not finish)             |   |                                      |
| Recorde pessoal       | Recorde pessoal do atleta (Personal best)    | Recorde da Oceania    | Recorde da Oceania (Oceania)          | DSQ / DQ                   | Desclassificado (Disqualified)            |   |                                      |
| Recorde da temporada  | Recorde da temporada do atleta (Season best) | Recorde sul-americano | Recorde sul-americano (South America) | NM                         | Sem marca (No mark)                       |   |                                      |